# Berenpad
Het Berenpad, de Berenroute of Karhunkierros (Fins) is een langeafstandswandelpad in noordoost-Finland, tegen de Russische grens aan. De gemarkeerde route van 82 kilometer loopt van Salla in het noorden naar Kuusamo in het zuiden, en loopt door Nationaal park Oulanka. De tocht kan in beide richtingen gelopen worden. De route loopt langs de kliffen van Ristikallio en volgt de kloof van de Oulankajoki-rivier met de Kiutaköngäs-stroomversnellingen. Langs de route liggen vele hutten, shelters en kampeerplekken die door de wandelaars gratis gebruikt mogen worden. Een deel van het traject kan ook per kano afgelegd worden.
De route is voor het eerst uitgezet in 1955, en trekt inmiddels elke zomer ongeveer 15.000 wandelaars.
In hetzelfde gebied zijn ook meerdere kleinere wandelroutes uitgezet, waaronder Pieni Karhunkierros ('kleine berenroute'), een rondwandeling van 12 kilometer lengte die gedeeltelijk over het zelfde traject loopt.

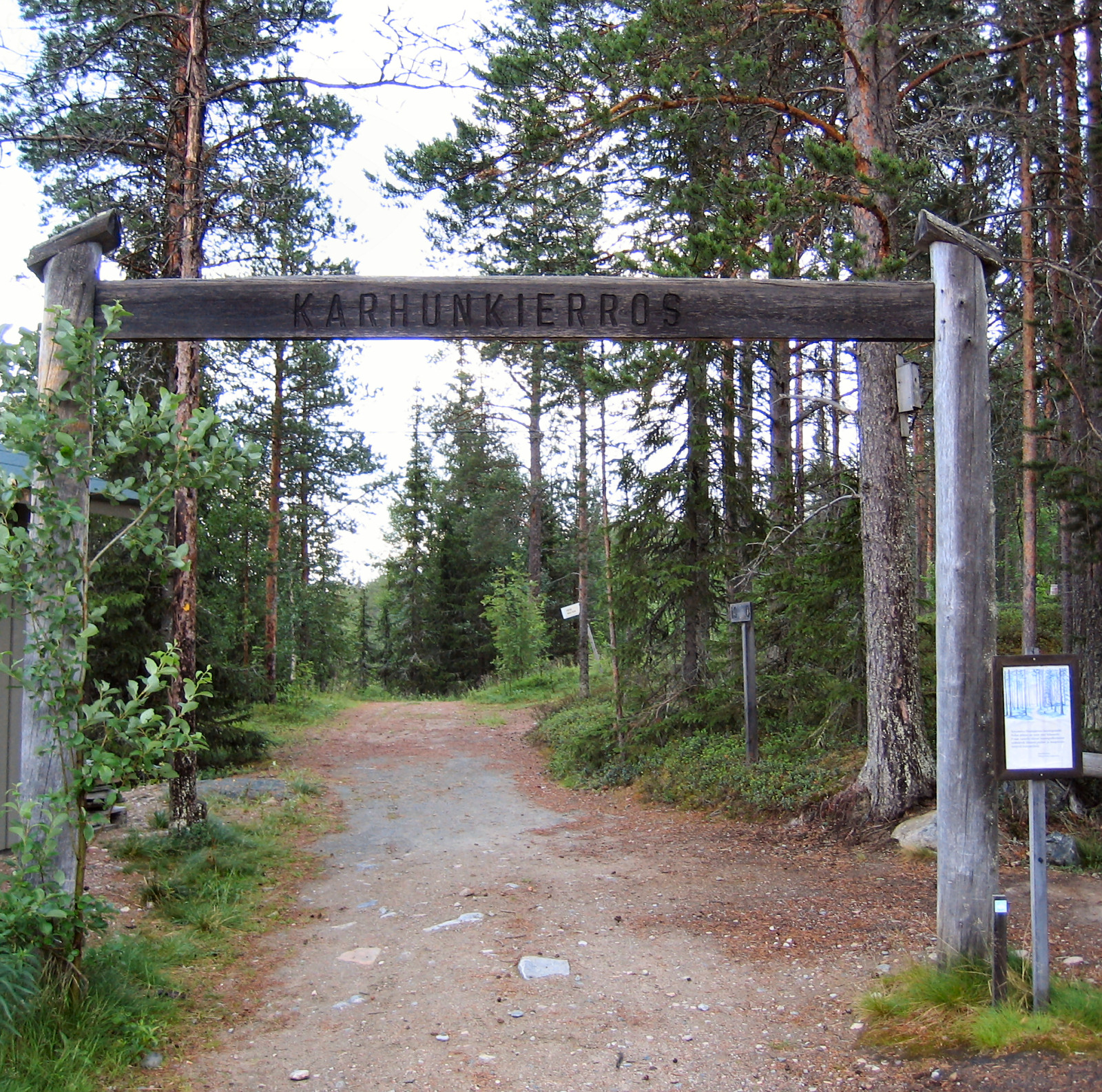
De noordelijke ingang van Nationaal park Oulanka, bij het Hautajärvi (Hauta-meer).
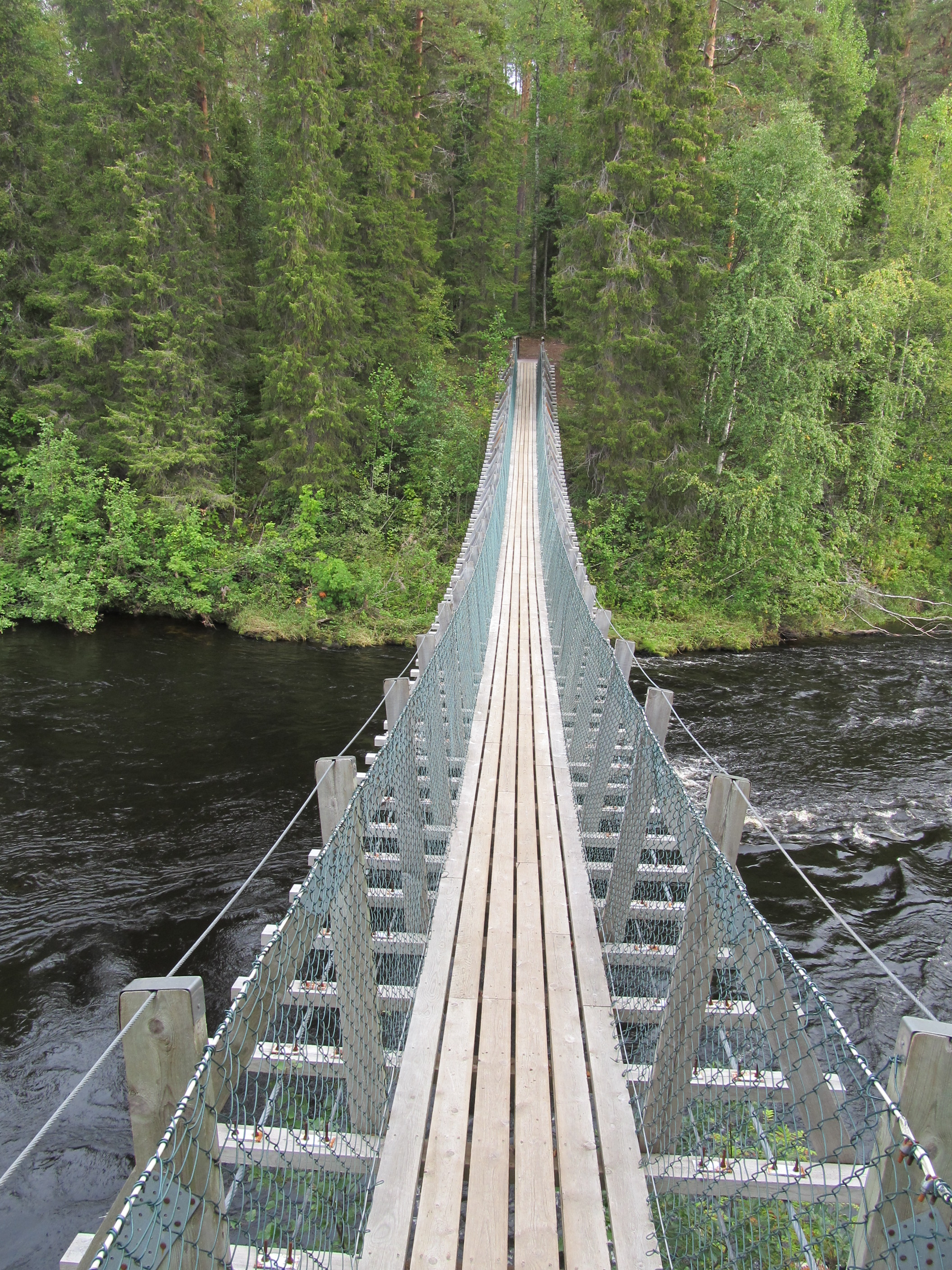
Een hangbrug over de Oulankajoki.
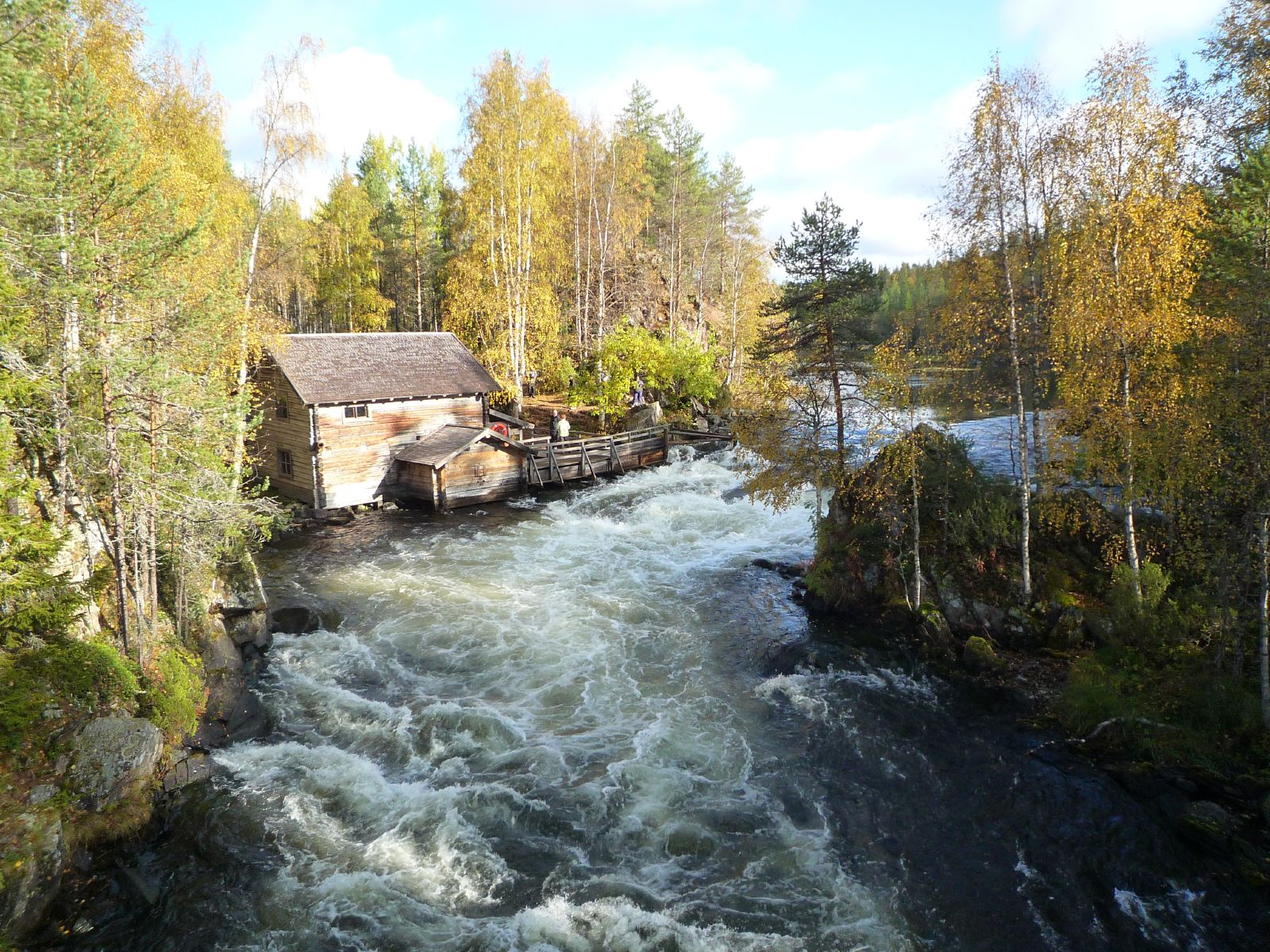
Schuilhut langs een rivier.